# Francesco Vallardi Editore
Francesco Vallardi Editore è una casa editrice italiana, fondata nel 1840 a Milano.

## Storia

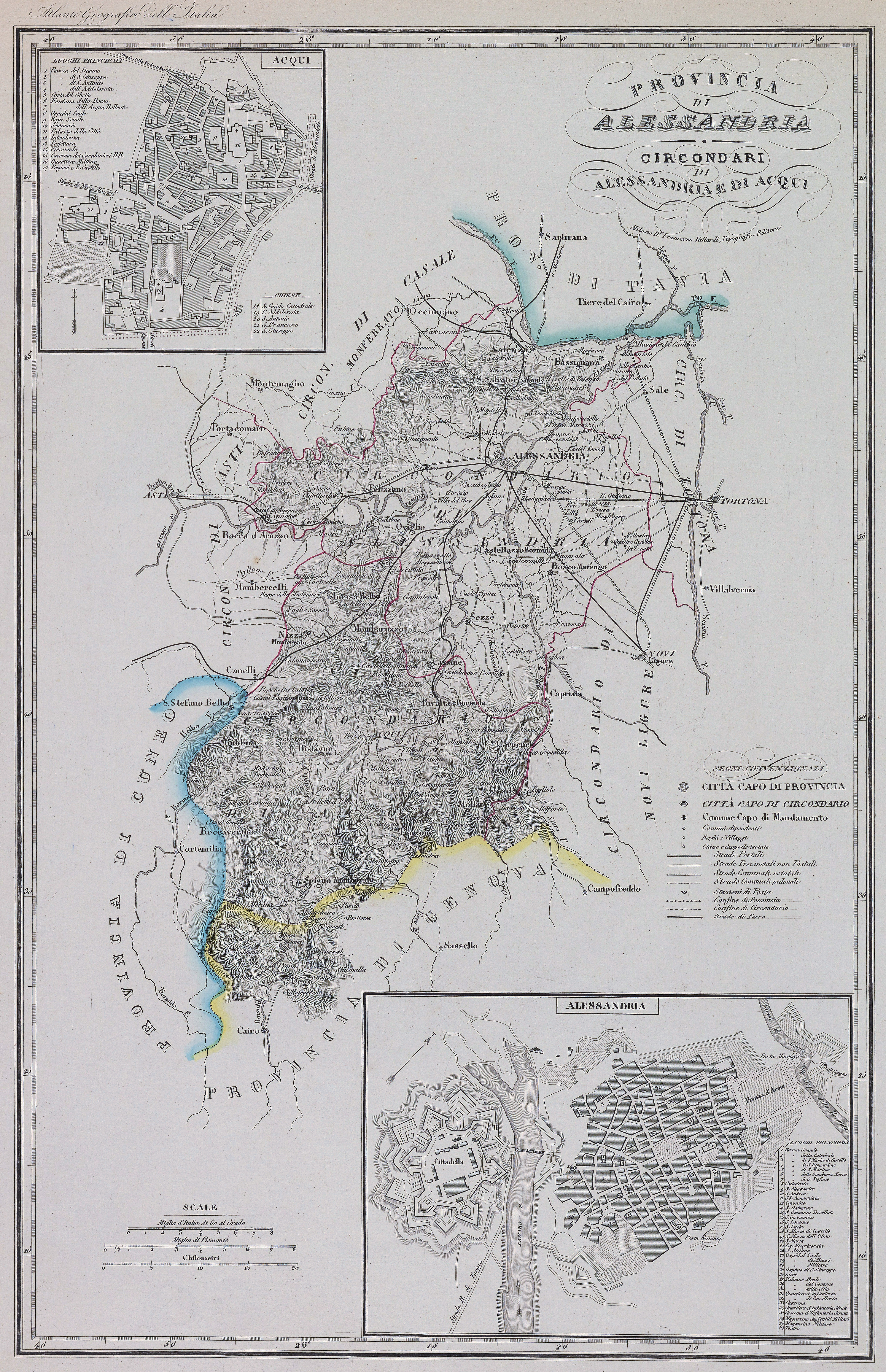
Una mappa della provincia di Alessandria, pubblicata nel 1868 dalla Francesco Vallardi Editore

La storia della casa editrice inizia nel XVIII secolo, quando Francesco Cesare Vallardi (1736-1799) iniziò la stampa di libri in Contrada Santa Margherita, e ne fece uno dei principali centri della vita culturale milanese. I figli Pietro (1770-1819) e Giuseppe (1784-1861), denominarono la ditta «Fratelli Vallardi» (1812) e si distinsero nel panorama editoriale per la pubblicazione di libri e stampe d'arte. I figli di Pietro, ossia Francesco (1809-1895) e Antonio (1813-1876), fondarono rispettivamente la «Casa Editrice dott. Francesco Vallardi» (1840) e la «Antonio Vallardi Editore» (1843).
La casa editrice Francesco Vallardi iniziò l'attività pubblicando volumi d'ispirazione patriottica come Il nipote del Vesta verde (1847) e il giornale La perseveranza (1860-1920). In seguito passò alle pubblicazioni più generaliste, in particolare editando grandi opere di cultura generale e medicina. Rientra in questa opera la pubblicazione dell'Enciclopedia medica italiana (1888-99).
In questo periodo Francesco Vallardi, con suo figlio Leonardo, partecipò alla spedizione di supporto ai Mille. Il figlio Leonardo fu in seguito lui stesso editore, fondando a napoli nel 1896 la Società Editrice Libraria, che venne poi acquisita dalla stessa Francesco Vallardi Editore ventiquattro anni dopo.
L'altro figlio di Francesco, Cecilio (1855-1933), passato alla gestione della casa editrice con la morte del padre, ampliò i cataloghi scientifici della casa con volumi di medicina, scienze e cultura, e rilevò nel 1920 la Società Editrice Libraria fondata dall'altro figlio di Francesco. Iniziò inoltre le pubblicazioni all'estero. Fra le opere edite in questo periodo vi sono la Storia politica d'Italia in 184 fascicoli (1897-1919), la Storia letteraria d'Italia in 11 volumi (1897-1926), e l'Atlante Astronomico di Giuseppe Naccari (1904).
Dopo la gestione per opera di Gianni Vallardi (1890-1942), nipote di Cecilio e figlio di Leonardo, una forte ascesa sia commerciale sia editoriale si verificò con la gestione di Gianfranco Vallardi (1917-1993). Ampliato il catalogo di opere giuridiche, tecniche e di medicina, a questo periodo risale la pubblicazione di grandi opere su temi di cultura generale, fra le quali: l'Enciclopedia universale illustrata in 22 volumi (1931-1956); la Storia universale (dal 1959) diretta da Ernesto Pontieri; la Storia delle letterature moderne d'Europa e d'America in 6 volumi (1958-1960); la Storia delle letterature d'Oriente in 4 volumi (1969) diretta da Oscar Botto; La pedagogia in 14 volumi (1970-1982), diretta da Luigi Volpicelli; la Storia universale della filosofia in 6 volumi (1975-1978), diretta da Mario Dal Pra.
Gianfranco Vallardi volle anche ricostruire la storica sede milanese della casa editrice dopo la distruzione avvenuta durante i bombardamenti della seconda guerra mondiale nel 1943.
Nel 1980 il marchio Francesco Vallardi Editore fu acquisito dalla PICCIN Nuova Libraria Spa.